# Manfred Leisenberg

M.Leisenberg im Hörsaal

Manfred Johannes Leisenberg (* 14. Juli 1954 in Sangerhausen) ist Wissenschaftler und Hochschullehrer auf dem Gebiet der Informatik an der Fachhochschule des Mittelstands Bielefeld.

## Wirken
Seit den 1970er Jahren bearbeitet Leisenberg Themen aus der praktischen und angewandten Informatik, der Medien- und Internet-Technologie sowie der Medizintechnik.
Inhaltliche Schwerpunkte seiner akademischen Forschungs- und Lehrtätigkeit sind Social Software und Social Media Optimization sowie Künstliche Intelligenz und Klassifikation. Seit Juni 2005 ist Leisenberg „Ausländischer Professor“ an der Ökonomischen Fakultät der Lomonossow-Universität Moskau.
Seine Arbeiten betreffen u. a. virtuelle Speicher für Betriebssysteme und die Anwendung unbeobachteter künstlicher neuronaler Netze zur Lösung von Problemen aus den Bereichen der Signalverarbeitung und des Data-Mining. Ein besonderer Schwerpunkt seiner Forschung betrifft effektive Einsatzmöglichkeiten von Social Software und Mobile-Marketing-Anwendungen für Unternehmen.

## Veröffentlichungen (Auswahl)
- M. Leisenberg, N. Braunert: Social Media Recruiting – Kursbuch für Führungskräfte. IDG Business Media, München 2014, ISBN 978-3-942922-43-2.
- M. Leisenberg: Mobile Marketing: Werkzeuge und Monitoring für die Praxis. In: Marketing Review St. Gallen. Nr. 5, 2014, S. 52 ff.
- M. Leisenberg, A. Schweifel: Social Media für mittelständische Unternehmen –Thesen und Handlungsempfehlungen. In: G. Lembke, N. Soyez (Hrsg.): Digitale Medien im Unternehmen: Perspektiven des betrieblichen Einsatzes von neuen Medien. Springer/Gabler, 2012, ISBN 978-3-642-29905-6.
- F. Roebers, M. Leisenberg: WEB 2.0 im Unternehmen: Theorie & Praxis – Ein Kursbuch für Führungskräfte. Tredition-Verlag, Hamburg 2010, ISBN 978-3-86850-634-1.
- M. Leisenberg: Web 2.0 – Chance für die Marktforschung. In: Computerwoche. 26/2008.